# Kultuurleven
Kultuurleven was een cultureel tijdschrift van christelijke inspiratie dat verscheen in Vlaanderen van 1930 tot 2000. Het benaderde cultuur in de brede zin, van politiek over religie tot kunst.

## Geschiedenis
De dominicanen begonnen in 1930 te Leuven met het Thomistisch Tijdschrift voor Katholiek Kultuurleven. In 1933 ging het blad Kultuurleven heten. De publicatie werd gestaakt tijdens de bezettingsjaren. Na de oorlog ging Kultuurleven opnieuw van start met een nieuwe hoofdredacteur en de ondertitel Maandschrift voor Hernieuwing der Geestescultuur (nadien Tijdschrift voor vernieuwing der geesteskultuur). De ondertitel verdween in 1966 om later te evolueren naar Tijdschrift voor kultuur en samenleving en ten slotte Maandblad voor cultuur en samenleving.
In 1988 kregen de dominicanen versterking van de katholieke uitgeverij Davidsfonds: met de vzw Kultuurleven richtte het Davidsfonds de Stichting Kultuurleven op. Bertrand J. De Clerck werd de hoofdredacteur.
Het einde van Kultuurleven kwam er in 2000 doordat de subsidiecommissie geen erkenning meer verleende. Ondanks het respectabele aantal van 1.300 betalende abonnees, luidde het oordeel dat "Kultuurleven al te weinig vermag een vaste groep mensen rond zich te scharen". Een doorstart als webzine kwam niet echt van de grond.

## Hoofdredacteurs
- 1930-1940: pater Ferdinand Lauwers
- 1944-1957: pater Jan Walgrave
- 1965-1969: pater Reginaldus Staf Callewaert
- 1969-1980: pater Marcel Hinderyckx
- 1980-1987: pater Johan Leman
- 1987-1988: Jan Servaes
- 1988-2000: pater Bertrand De Clercq